# Дъга (вестник)
Вижте пояснителната страница за други значения на Дъга.
Дъга е вестник от периода 1934 – 1944 г.
Вестникът е създаден от Съюза на приятелите на кооперацията за кооперативна пропаганда. Дава място на писатели, особено след 1938 г. Издава се в София.